# Погонич американський
Погонич американський (Laterallus jamaicensis) — вид журавлеподібних птахів родини пастушкових (Rallidae). Мешкає в Північній і Південній Америці та на Великих Антильських островах.

## Опис
Довжина птаха становить 10-15 см, розмах крил 22-28 см, вага 29-39 г. Голова чорнувато-сіра, задня частина шиї і верхня частина спини коричневі або рудуваті. Решта верхньої частини тіла чорнувато-коричнева, поцяткована білими плямами або смугами. Нижня частина тіла сіра, нижня частина живота і гузка сірувато-чорні, поцятковані білими смугами. Райдужки червоні, дзьоб чорний, лапи тілесного кольору або коричневі. У молодих птахів шия і спина повністю темні.

## Підвиди
Виділяють п'ять підвидів:
- L. j. coturniculus (Ridgway, 1874) — від заходу центральної Каліфорнії до Баха-Каліфорнії;
- L. j. jamaicensis (Gmelin, JF, 1789) — від сходу США до Беліза і Куби. Зимують в Центральній Америці і на Карибах;
- L. j. murivagans (Riley, 1916) — узбережжя Перу;
- L. j. salinasi (Philippi, 1857) — центральне Чилі (від Атаками до Арауканії) і захід центральної Аргентини;
- L. j. tuerosi Fjeldså, 1983 — озеро Хунін.

## Поширення і екологія
Американські погоничі зустрічаються в Сполучених Штатах Америки, Мексиці, Белізі, Гондурасі, Коста-Риці, Панамі, Бразилії, Перу, Чилі, Аргентині, Гаїті, Домініканській Республіці, на Кубі, Пуерто-Рико, Ямайці, Бермудських, Багамських і Американських Віргінських островах. Вони живуть на болотах, як прісноводних, так і солонуватих, та на заплавних луках. Живляться дрібними комахами, рокоподібними і молюсками, а також насінням. В США гніздування триває з травня по серпень, в Панамі у липні, в Перу з кінця сезону посухи до початку сезону дощів, в Чилі у листопаді-грудні. Гніздо чашоподібне, розміщується серед густої трави. В кладці від 6 до 8 кремово-білих яєць, поцяткованих рудувато-коричневими плямками, розміром 23×17 мм. Інкубаційний період триває 16-20 днів, насиджують і самиці, і самці, змінюючи один одного.

## Збереження
МСОП класифікує цей вид як такий, що перебуває під загрозою зникнення. За оцінками дослідників, популяція американських погоничів становить від 10 до 50 тисяч дорослих птахів.